# Nordic 4
Le Championnat Nordic 4, anciennement connu sous le nom de Championnat du Danemark de Formule 4, est un championnat de courses automobiles danois de Formule 4. La saison inaugurale se tient en 2017.

## Histoire
En septembre 2016, la Dansk Automobil Sports Union (DASU) a annoncé l'introduction de la catégorie de Formule 4 au Danemark. Cela a été suivi le 6 novembre 2016 par le lancement officiel du Championnat de F4 danois. La série comprendra sept manches, qui se dérouleront en soutien au Championnat du Danemark de Thundersport, au Championnat du Danemark d'Endurance et au Championnat du Danemark de Supertourisme Turbo lors de leurs événements.
Les voitures de Formule 4 partageront la piste avec les voitures de Formule 5 (anciennement appelées Formule Ford), mais elles auront des classements distincts. À partir de 2019, les voitures F5 sont classées dans les résultats F4, tout en ayant également une coupe séparée. A partir de 2018 un championnat pour les débutants est mis en place.
Fin 2023, le championnat annonce un changement de nom qui entrera en vigueur pour la saison 2024 du à une volonté de la FIA de réguler l'appellation "Formule 4" .

## Voiture
Les voitures utilisent le châssis français Mygale et le moteur Renault de 2,0 litres. Les voitures sont équipées de pneus fait par Pirelli.

## Champions
Les points sont données aux 10 premiers de chaque courses. Aucun point n'es donné pour la pole position ou le meilleur tour en course.
| Position | 1er | 2e | 3e | 4e | 5e | 6e | 7e | 8e | 9e | 10e |
| Points   | 25  | 18 | 15 | 12 | 10 | 8  | 6  | 4  | 2  | 1   |

### Pilotes
| Saison                               | Pilotes                              | Ecuries                              | Courses                              | Poles                                | Victoires                            | Podiums                              | M/Tours                              | Points                               | Ecart                                |
| Championnat du Danemark de Formule 4 | Championnat du Danemark de Formule 4 | Championnat du Danemark de Formule 4 | Championnat du Danemark de Formule 4 | Championnat du Danemark de Formule 4 | Championnat du Danemark de Formule 4 | Championnat du Danemark de Formule 4 | Championnat du Danemark de Formule 4 | Championnat du Danemark de Formule 4 | Championnat du Danemark de Formule 4 |
| ------------------------------------ | ------------------------------------ | ------------------------------------ | ------------------------------------ | ------------------------------------ | ------------------------------------ | ------------------------------------ | ------------------------------------ | ------------------------------------ | ------------------------------------ |
| 2017                                 | Daniel Lundgaard                     | Lundgaard Racing                     | 21                                   | 8                                    | 7                                    | 16                                   | 7                                    | 368                                  | 48                                   |
| 2018                                 | Casper Tobias Hansen                 | FSP                                  | 24                                   | 5                                    | 13                                   | 19                                   | 13                                   | 461                                  | 119                                  |
| 2019                                 | Malthe Jakobsen                      | FSP                                  | 24                                   | 6                                    | 11                                   | 18                                   | 6                                    | 428                                  | 78                                   |
| 2020                                 | Conrad Laursen                       | FSP                                  | 9                                    | 0                                    | 2                                    | 7                                    | 0                                    | 151                                  | 18                                   |
| 2021                                 | Mads Hoe                             | Mads Hoe Motorsport                  | 18                                   | 2                                    | 4                                    | 14                                   | 2                                    | 299                                  | 56                                   |
| 2022                                 | Julius Dinesen                       | STEP Motorsport                      | 18                                   | 2                                    | 4                                    | 12                                   | 4                                    | 278                                  | 5                                    |
| 2023                                 | Mikkel Gaarde Pedersen               | BAR                                  | 18                                   | 2                                    | 6                                    | 11                                   | 6                                    | 279                                  | 4                                    |
| Championnat de Nordique 4            |                                      |                                      |                                      |                                      |                                      |                                      |                                      |                                      |                                      |
| 2024                                 | Mathias Bjerre Jakobsen              | STEP Motorsport                      | 21                                   | 4                                    | 12                                   | 17                                   | 10                                   | 399                                  | 78                                   |

### Constructeur
| Saison | Ecurie              | Pilotes | Poles | Victoires | Podiums | M/Tours | Points | Ecart |
| ------ | ------------------- | ------- | ----- | --------- | ------- | ------- | ------ | ----- |
| 2017   | Vesti Motorsport    | 5       | 5     | 11        | 27      | 8       | 686    | 216   |
| 2018   | FSP                 | 3       | 6     | 15        | 33      | 16      | 701    | 359   |
| 2019   | FSP                 | 3       | 6     | 13        | 26      | 8       | 679    | 329   |
| 2020   | FSP                 | 3       | 0     | 7         | 16      | 7       | 405    | 320   |
| 2021   | Mads Hoe Motorsport | 3       | 4     | 4         | 19      | 3       | 404    | 318   |
| 2022   | STEP Motorsport     | 3       | 3     | 4         | 18      | 7       | 477    | 42    |
| 2023   | STEP Motorsport     | 3       | 0     | 0         | 17      | 2       | 344    | 65    |
| 2024   | STEP Motorsport     | 5       | 5     | 14        | 29      | 12      | 712    | 312   |

### Débutant
| Saison | Pilotes                | Ecurie          |
| ------ | ---------------------- | --------------- |
| 2018   | Malthe Jakobsen        | FSP             |
| 2019   | Ali Largim             | FSP             |
| 2020   | Conrad Laursen         | FSP             |
| 2021   | Noah Strømsted         | FSP             |
| 2022   | Julius Dinesen         | STEP Motorsport |
| 2023   | Mikkel Gaarde Pedersen | BAR             |
| 2024   | Sebastian Bach         | STEP Motorsport |

### Champions de Formule 5
| Saison | Pilotes               | Ecurie              | Courses | Poles | Victoires | Podiums | M/Tours | Points | Ecart |
| ------ | --------------------- | ------------------- | ------- | ----- | --------- | ------- | ------- | ------ | ----- |
| 2017   | Aske Nygaard Bramming | FSP                 | 21      | 3     | 8         | 19      | 8       | 368    | 48    |
| 2018   | Mads Hoe              | Mads Hoe Motorsport | 24      | 4     | 13        | 19      | 15      | 477    | 39    |
| 2019   | Lucas Daugaard        | Daugaard Racing     | 24      | 7     | 22        | 24      | 23      | 203    | 124   |
| 2020   | Mads Hoe              | Mads Hoe Motorsport | 9       | 2     | 6         | 7       | 8       | 165    | 20    |
| 2021   | Mads Hoe              | Mads Hoe Motorsport | 18      | 1     | 15        | 14      | 2       | 299    | 56    |
| 2022   | Mads Hoe              | Mads Hoe Motorsport | 18      | 0     | 8         | 17      | 0       | 363    | 163   |
| 2023   | Oliver Kratsch        | Mads Hoe Motorsport | 18      | 0     | 7         | 15      | 6       | 316    | 12    |
| 2024   | Mads Hoe              | Mads Hoe Motorsport | 21      | 7     | 19        | 19      | 19      | 475    | 155   |

## Circuits
- Le Gras indique que le circuit a été utilisé lors de la saison 2025[10].

| Nombre | Circuits               | Manches | Saison       |
| ------ | ---------------------- | ------- | ------------ |
| 1      | Jyllandsringen         | 17      | 2017–present |
| 2      | Padborg Park           | 16      | 2017–present |
| 3      | Ring Djursland         | 11      | 2017–present |
| 4      | Karlskoga Motorstadion | 2       | 2023–present |
| 5      | Rudskogen Motorpark    | 1       | 2018         |
| 5      | Kinnekulle Ring        | 1       | 2019         |
| 5      | Sturup Raceway         | 1       | 2022         |
| 5      | Anderstorp Raceway     | 1       | 2023         |
| 5      | Falkenbergs Motorbana  | 1       | 2024         |